# Шольц, Эльфрида Мария

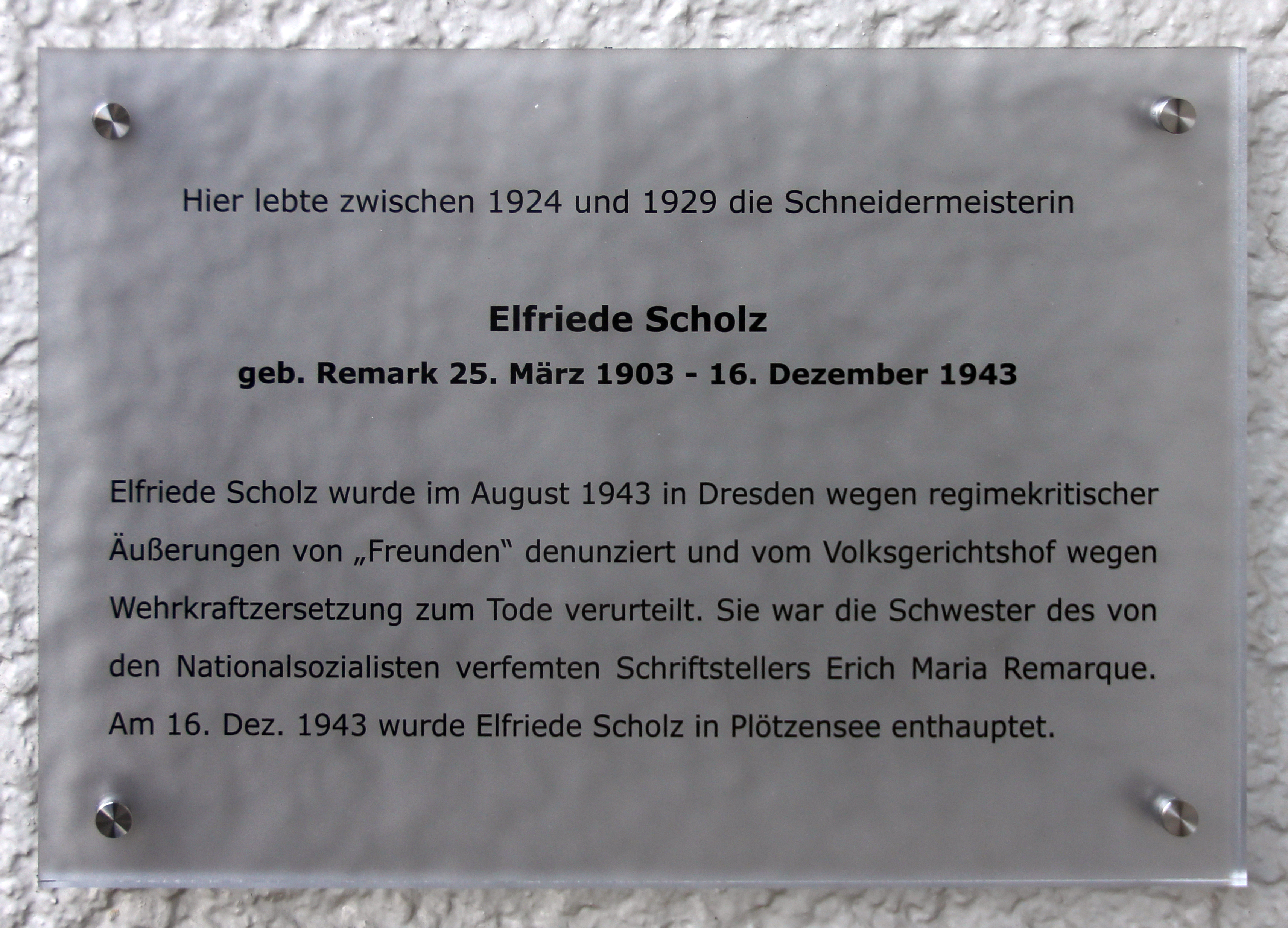
Мемориальная доска Эльфриде Шольц. Суаресштрассе 31, Берлин-Шарлоттенбург, Германия

Эльфрида Мария Шольц (урождённая Ремарк; 25 марта 1903, Оснабрюк, Нижняя Саксония — 16 декабря 1943, Берлин-Плётцензе) — немецкая портниха, сестра писателя Эриха Марии Ремарка, павшая жертвой национал-социализма в 1943 году.

## Биография
Эльфрида Ремарк была младшей из четырёх детей переплётчика Петера Франца Ремарка (1867—1954) и Анны Марии Ремарк (1871—1917), сестрой писателя Эриха Марии Ремарка. Она родилась в 1903 году в Оснабрюке. В детстве Эльфрида часто болела и даже была парализована на два года из-за анемии и слабых костей, но всё же смогла выучиться на портниху. В 1923 году она родила внебрачную дочь, которая умерла через несколько месяцев от сердечной недостаточности. В 1926 году Ремарк уехала из родного города в Лейпциг, тогдашнюю столицу моды, затем отправилась в Берлин, а в 1929 году обосновалась в Дрездене, где занялась индивидуальным пошивом одежды. В 1941 году она вышла замуж за музыканта Хайнца Шольца, служившего в военно-морском флоте.
Как и её брат, Эльфрида была убеждённой противницей нацистской идеологии. Однажды она сказала заказчику, что Германия непременно проиграет войну, за что была арестована гестапо по доносу капитана Ханса-Юргена Ритцеля об «антигосударственных заявлениях». Шольц отдали под суд и в октябре 1943 года приговорили к смертной казни на гильотине за «подрыв военной силы». Председатель Народного суда Роланд Фрейслер в своем приговоре упомянул её брата-пацифиста и воскликнул во время заседания: «Ваш брат сбежал от нас, вы не убежите от нас». Фрейслер не дал Шольц произнести ни слова в свою защиту, а прошение о помиловании было отклонено за несколько дней. Казнь была назначена на 25 ноября, но необходимые документы сгорели во время бомбардировки, поэтому её перенесли на 16 декабря. Приговор был приведён в исполнение в тюрьме Берлин-Плётцензее.
Старшей сестре Эльфриды, Эрне Ремарк, был выслан счёт на сумму 495 марок и 80 пфеннигов за содержание Шольц в тюрьме, судопроизводство и казнь.
Эрих Мария Ремарк не знал о смерти сестры до 11 июня 1946 года. Связи с ней не было, и известие о смерти Эльфриды побудило Ремарка исследовать в своих произведениях тему национал-социализма. Памяти сестры писатель посвятил роман «Искра жизни» (1952).
В ФРГ адвокат Роберт В. Кемпнер пытался связаться с прокуратурой Западного Берлина от имени Ремарка для привлечения к ответственности оставшихся в живых участников судебного процесса. Уже после смерти писателя, 25 сентября 1970 года, Кемпнер получил решение Апелляционного суда Берлина о Nolle prosequi. По словам адвоката, прокуратура даже не допросила тогдашнего заседателя Курта Лаша. Таким образом, Эльфрида Шольц по-прежнему считалась виновной по закону. Смертный приговор был отменён только в 1998 году законом об отмене неправомерных приговоров национал-социалистов при отправлении уголовного правосудия.

## Документы
- Kurt Rittig: Zum Tode verurteilt — Elfriede Scholz, Schwester von Erich Maria Remarque (2005)

## Признание
- В 1968 году именем Шольц была названа улица в Оснабрюке.
- В сентябре 2013 года был установлен «Камень преткновения» в Дрездене.
- К 70-й годовщине смерти Эльфриды Шольц 16 декабре 2013 года в Берлине-Шарлоттенбурге была открыта памятная доска[7].
- К 75-й годовщине смерти 16 декабря 2018 года в Оснабрюке на могиле матери Эльфриды, Анны Марии Ремарк, был установлен памятный камень[8].